# Portami tante rose/Una risposta
Portami tante rose/Una risposta è il settimo singolo discografico de I Camaleonti. Venne pubblicato in Italia nel 1967 dalla casa discografica Kansas.

## Descrizione
Portami tante rose è la cover dell'omonimo brano musicale portato al successo da Ada Neri, ed è contenuto nell'album dello stesso anno dallo stesso titolo.
Il brano sul lato B è inedito su LP.

## Tracce
Lato A
1. Portami tante rose – 3:20 (testo: Michele Galdieri – musica: Cesare Andrea Bixio)

Lato B
1. Una risposta (testo: Francesco Specchia, Luigi Menegazzi, Domenico Umberto Seren Gay – musica: Claudio Cavallaro)